# ميليشن (أتيكي)
ميليشن (Μιλέσιον) (بالإنجليزية: Milesis) هي قرية في إقليم أتيكا في اليونان.